# 岩田由記夫
岩田 由記夫（いわた ゆきお、1950年〈昭和25年〉7月29日 -  ）は、日本の音楽評論家およびラジオパーソナリティ。東京都大田区出身。

## 人物
講談社フリー記者を経て1974年から音楽誌を中心に執筆活動に入る。全盛時は50万部を販売（ABC協会調査）した『FMレコパル』（小学館）には創刊時から執筆。
1976年の『レコパル音の仲間たち』（FM東京）の構成をきっかけにFM横浜、NHK-FM、NACK5などの番組の選曲・構成を手がける。
1994年、故山田かまちの残した詩を頭脳警察のパンタと共同プロデュース、CD化。

## 出演番組
- レコパル音の仲間たち（エフエム東京）
- FMナイトストリート ウィークエンドスペシャル→FMウィークエンドスペシャル（JFN、1984年12月 - 1996年3月）[1]
- サウンド・トリップ（FM COCOLO、2012年4月　- 2014年9月）
- ミュージック・インシュアランス（bayfm、2013年4月 - 2018年4月）
- 第一生命 presents ライフ・スタイル・レシピ（bayfm、2018年5月 - 2020年3月） - Miracle Vell Magicと担当。
- voicy 岩田由記夫のつれづれ音楽（voicy、2022年8月～）

## 著書
- ザ・フォーク（共著、立風書房）
- 僕が出会った素晴らしきミュージシャンたち（ウエイツ）
- 岩田由記夫のROCK&POPオーディオ（音楽之友社）
- ROCK絶対名曲秘話（小学館電子書籍）
- ROCK絶対名盤秘話（小学館電子書籍）